# CET-Nord
SA „CET-Nord” (Centrala Electrică cu Termoficare Nord) este principalul producător și furnizor de agent termic din municipiul Bălți.

## Istorie
Centrala a început să funcționeze în decembrie 1956 având instalate un turbogenerator cu puterea de 4 MW și un cazan de abur cu productivitatea de 20 t/h. Combustibilul utilizat erau cărbunii.
În anul 1958 a fost dat în exploatare al turbogeneratorul №2 și cazanele cu aburi nr. 2 și 3, în 1961 - turbogeneratorul №3 și cazanele cu aburi № 4, 5 și în 1968 cazanul cu aburi №6 cu productivitatea de 75 t/h. Cu pornirea turbogeneratorului №3 s-a inițiat dezvoltarea rețelei de aprovizionării cu energie termică centralizată în orașul Bălți. Tot atunci, cărbunii au fost înlocuiți cu păcura.
În perioada 1970 - 1988 au fost instalate 3 cazane de apă, puterea termică totală a centralei fiind de 586,5 Gcal/h. Ultimul cazan a fost construit în 1993. Între anii 1990-1993 centrala termică a început să utilizeze gazul natural ca combustibil.
Ca rezultat a reorganizării “Moldelectrica”, în gestiunea căreia se afla centrala, la 3 noiembrie 1997 a fost fondat SA “CET-Nord” în baza CET-ului existent. În anul 2000, conform Hotărârii Guvernului RM №415 din 2 mai 2000, către AO “CET-Nord”- a fost transmis Sectorul Rețelelor Termice Bălți.
În 2004 toate racordurile de distribuție au fost înzestrate cu contoare electronice pentru calcularea comercială a energiei electrice și termice, iar în 2007 a fost construita laborator metrologic pentru verificarea contoarelor de evidență a consumului de energie termică.

## Instalații
| Instalația     | Nr/tip                | Puterea | Anul instalării |
| -------------- | --------------------- | ------- | --------------- |
| Cazane de abur | nr. 2/ГМ-40/39        | 40      | 1958            |
| Cazane de abur | nr. 3/ГМ-40/39        | 40      | 1958            |
| Cazane de abur | nr. 4/БКЗ-75/39       | 40      | 1961            |
| Cazane de abur | nr. 5/БКЗ-75/39       | 40      | 1961            |
| Cazane de abur | nr. 6/БКЗ-75/39       | 40      | 1968            |
| Cazane de abur | nr. 7/БКЗ-75/39 ГМА-2 | 40      | 1993            |

Societatea „CET-Nord” gestionează peste 205 kilometri de rețele termice și asigură cu agent termic cca. 900 de blocuri locative.

## Producere
| Produs                       | 2002 | 2003 | 2004 | 2005 | 2006    | 2007    | 2008    | 2009    | 2010    | 2015    | 2016    | 2017    | 2018    | 2019   | 2020   | 2021   |
| ---------------------------- | ---- | ---- | ---- | ---- | ------- | ------- | ------- | ------- | ------- | ------- | ------- | ------- | ------- | ------ | ------ | ------ |
| Energie electrică (mil. kWh) | 27,7 | 38,7 | 45,1 | 55,5 | 61,8    | 55,4    | 55,2    | 53,5    | 57,1    | 66,6    | 67,5    | 60,5    | 66,0    | 70,2   | 113,54 | 114,99 |
| Energie termică (Gkal)       |      |      |      |      | 222.700 | 207.435 | 199.085 | 205.757 | 239.027 | 198.298 | 204.632 | 192.431 | 211.302 | 175.22 | 191.8  | 211.35 |